# Antonio Alvar Ezquerra
Antonio Alvar Ezquerra (Zaragoza, 1954) es un filólogo, traductor, catedrático universitario e investigador español.

## Biografía
Es hijo del también filólogo, Manuel Alvar. Además, otros dos de sus tres hermanos han seguido también los pasos del padre (Carlos y Manuel Alvar) y el cuarto, Jorge Alvar, es médico e investigador.
Licenciado en Filosofía y Letras por la Universidad Complutense de Madrid, se doctoró en Filología clásica por la misma universidad. Curso estudios como investigador en la Universidad Estatal de Nueva York con beca Fulbright, así como en la Universidad Católica de Lovaina (Bélgica) y en La Sorbona (Francia), en ambas con beca FPI predoctoral.
Tras comenzar como profesor en la Complutense y en la Universidad Autónoma de Madrid, se incorporó a la Universidad de Alcalá donde en la actualidad (2015) es catedrático e imparte clases de Latín en los grados de Estudios Hispánicos y Humanidades, así como en el máster en Arqueología y Gestión Patrimonial de la misma universidad. Como investigador, desarrolla trabajos en torno a la poesía y el teatro latino, también en el grupo de Humanismo Complutense y coordina el grupo CIL II que, desde 1997, se encarga de documentar y catalogar las inscripciones latinas antiguas de la península ibérica, que después se publican en el segundo volumen, (Inscriptiones Hispaniae) del Corpus Inscriptionum Latinarum, un proyecto que en 2003 cumplió ciento cincuenta años de historia y que recoge la epigrafía de la Antigua Roma por las áreas territoriales donde estuvo presente. También es investigador colaborador en la Subdirección General de Proyectos de Investigación del ministerio de Economía y Competitividad.
Antonio Alvar ha sido vicerrector de la Universidad de Alcalá y Presidente de la Sociedad Española de Estudios Clásicos. Es autor, entre otros libros, de La vida a escena: ayer y hoy del teatro clásico, 2015 (ISBN 978-84-16133-62-8); De Cátulo a Ausonio: lecturas y lecciones de poesía latina, 2009 (ISBN 978-84-98228-61-8); El español en Venezuela: estudios, mapas, textos, 2001 (ISBN 978-84-8138-442-0) y Exilio y elegía latina: entre la antigüedad y el renacimiento, 1997 (ISBN 84-88751-51-6). AdemáS, fue Premio Nacional a la Mejor Traducción en 1992 por Obras de Décimo Magno Ausonio (Editorial Gredos, 1990) ISBN 84-249-1430-9.

## Familia
Su padre fue Manuel Alvar, sus hermanos son el catedrático y lexicógrafo Manuel Alvar Ezquerra (1950-2020), el catedrático de filología románica Carlos Alvar (n. 1951), el investigador y doctor en medicina tropical Jorge Alvar Ezquerra (n. 1952), el catedrático e historiador experto en Historia Antigua Jaime Alvar Ezquerra (n. 1955) y el profesor universitario y especialista en la España del Siglo de Oro Alfredo Alvar Ezquerra (n. 1960).